# José Lidón
José Lidón (Béjar, Salamanca, 2 de junio de 1748 - Madrid, 11 de febrero de 1827) fue un compositor, organista, y director de orquesta español.

## Biografía
Entró como monaguillo de la Capilla Real de Madrid en 1758 teniendo como maestros a José de Nebra y al organista Antonio de Literes. En 1763 gana por oposición una plaza en la Catedral de Málaga que no llegará a ocupar.
Desde 1768 fue organista de la Catedral de Orense y de la Capilla Real de Madrid, colocándose al servicio de los reyes Carlos IV primero y Fernando VII después. Desde 1805 hasta su fallecimiento fue director de la Capilla Real. Tras el regreso de Fernando VII al trono, intercedió por su amigo y también compositor Juan Oliver.
Fue un músico distinguido de gran y sólida reputación, fecundo compositor que disfrutó de justo renombre como teórico, organista y profesor. Dejó más de sesenta obras de música religiosa, entre ellas las siguientes que se conservan en la Capilla Real de Madrid: cuatro misas, un oficio de vísperas, dos salmos, un himno al Sagrado Corazón de Jesús, 32 lamentaciones, dos misereres, tres himnos , un oficio de difuntos, tres Te Deum, dos saludos y letanías, una letanía, de santos, una Salve Regina, varias piezas y sonatas para órgano, motetes, y seis fugas para órgano con sus intentos formados sobre el canto de los seis himnos: (Ave Maris Stella, Quem Tierra, Verbum supernum prodiens, O gloriosa Virginum, Pange lingua y Sacris solemnis compuestas en Madrid a partir de 1778).
También escribió la música del drama lírico Glauca & Cariolano, representada en el teatro del Príncipe (1792), y de la Zarzuela con texto de Moratin El barón de Illescas; publica un tratado: Reglas muy útiles para todo organista y aficionado al forte-piano, para acompañar como método, demostrando los veinticuatro tonos de la música con los diapasones y acompañamiento (Madrid, 1793), y dejó inéditos: Tratado de la fuga y Tratado de las modulaciones, este último calificado de «precioso manuscrito de modulaciones» por Pedro Manaza en su Tratado de contrapunto y composición.
Lidón tuvo aventajados discípulos, entre ellos sus sobrinos Andreu y Alfonso y el Padre Carrera y Lanchares, distinguido organista que en una de sus obras rindió un solemne homenaje a su maestro.
Su obra se encuentra dispersa en varios archivos (entre otros, en la Catedral de Ciudad Real, Biblioteca Nacional de Madrid o la Catedral de Orihuela, Alicante) y se compone de más de setenta piezas de música sacra (oratorios, salmos, lamentaciones de Semana Santa) así como sonatas y fugas para órgano, además de un cuarteto para cuerdas.
Una plaza de Béjar lleva el nombre de José Lidón en honor de este ilustre músico.

## Obras seleccionadas
- Ave Maris stella a 4 y 8 voces.
- Cantábile para órgano al alzar en la misa.
- El barón de Illescas (para una versión de la zarzuela del mismo nombre de Leandro Fernández de Moratín)
- Glaura y Coriolano, estrenada en el Coliseo del Príncipe de Madrid en 1792.
- Ofertorio.